# 平格彦
平 格彦（たいら まさひこ）は、日本のファッションコラムニスト、編集者。
”自分らしい着こなし”をメディアで発信し、着こなし工学を提唱。

## 来歴・人物
明治大学大学院時代にマーケティングを専攻。卒業後に日之出出版に入社。広告部でライターとして関わりながら『FINEBOYS』編集部を経て独立。
ライティングとマーケティングの両方をこなし、外部メディアや企業のコンセプト設定のコンサルタントとしても活動する。
60以上の様々なメディアに関わってきた。特にファッションに関しては20年以上携わっている。今まで培ったファッション業界の経験と心理的、脳科学的な観点から“着こなし工学”を提唱している。
メンサ会員であり、野菜ソムリエの資格も持つ。